# Großer Seekopf
Der Große Seekopf ist ein 2085 m ü. NHN hoher Nebengipfel des Lachenkopfs in den Allgäuer Alpen.

## Lage und Umgebung
Er liegt in dem Grat, der vom Kleinen Seekopf über den Zeiger zum Wengenkopf und Nebelhorn führt, östlich oberhalb des namensgebenden Seealpsees.

## Botanik
Der Große Seekopf ist botanisch interessant. Hier finden sich seltene Pflanzen wie die Mondraute oder die Strauß-Glockenblume.

## Besteigung
Auf den Großen Seekopf führt kein markierter Wanderweg. Man kann ihn unschwierig vom Höhenweg Edmund-Probst-Haus - Prinz-Luitpold-Haus erreichen. Der Große Seekopf ist touristisch unbedeutend. Westlich unterhalb des Großen Seekopfes verläuft der Höhenweg vom Edmund-Probst-Haus zum Prinz-Luitpold-Haus.